# Otto no Kanojo
Otto no Kanojo (también conocida como Husband’s Woman, Husband's Lover) es una serie de televisión japonesa emitida en el año 2013 por la cadena TBS. Protagonizada por Haruna Kawaguchi y Sawa Suzuki, está basada en la novela homónima de Miu Kakiya.

## Argumento
La historia es acerca de Yamagishi Hoshimi, hija única que perdió a su padre a una temprana edad y fue criada solo por su madre, que trabaja como un trabajador temporal en una empresa grande. Su jefe Komatsubara Mugitaro la apoya mucho con su objetivo de convertirse en un empleado regular pronto. La esposa de Mugitaro, Hishiko cree que su marido tiene una aventura con su subordinado Hoshimi debido a su alto interés en ella y decide correrla personalmente. En este momento, Hoshimi y Hishiko chocan y e intercambian cuerpos. Después de la primera confusión, deciden seguir viviendo la vida de uno al otro por el momento. Mugitaro no sabe acerca de este extraño suceso.

## Audiencia
| Episodios | Kanto |
| --------- | ----- |
| 1         | 4.7   |
| 2         | 4.8   |
| 3         | 3.7   |
| 4         | 3.1   |
| 5         | 3.0   |
| 6         | 3.6   |
| 7         | 4.5   |
| 8         | 3.3   |
| Promedio  | 3.87  |